# Une autre lumière
Albums de Pierre Bachelet
Un homme simple Tu ne nous quittes pas (Bachelet chante Brel)
Une autre lumière est le 12e album studio de Pierre Bachelet, sorti en 2001 chez Vogue (BMG France). L'album est réalisé par son fils, Quentin Bachelet.
Contrairement à son habitude, Pierre Bachelet s'entoure pour cet album de nombreux auteurs-compositeurs, délaissant son parolier de toujours, Jean-Pierre Lang, présent sur une seule chanson.  Parmi ceux-ci, notons la présence de deux chanteurs belges : Philippe Swan et Jeff Bodart.  
À l'origine, l'album avait été entièrement écrit par Jean-Pierre Lang.  Sa maison de disque n'étant pas satisfaite, tout a été refait.  Seule Une autre lumière est restée du projet original.
Cet album comporte deux reprises, fait également inhabituel dans la carrière du chanteur : Pour un monde bleu, adaptation française de Sólo le pido a Dios de León Gieco, et Il suffirait de presque rien de Serge Reggiani.  
Comme dans plusieurs de ses albums, l'enfance est abordée à plusieurs reprises.  La chorales des Petits Écoliers chantants de Bondy l'accompagne d'ailleurs pour deux chansons, dont Tout commence avec 2001, clin d'œil à En l'an 2001, chantée avec cette même chorale en 1985.  Un hommage est également rendu, dans Iqbal à Iqbal Masih, jeune esclave pakistanais, assassiné en 1995, à l'âge de 12 ans.
Cet album est le dernier album studio de chansons inédites enregistré par le chanteur. Il sera suivi d'un album d'hommage à Jacques Brel et d'un album posthume. La chanson Dernière ballade semble prémonitoire (Puisque je vais mourir à l'âge où tout commence...).

## Liste des titres
| No  | Titre                                                                 | Paroles                             | Musique                    | Durée |
| --- | --------------------------------------------------------------------- | ----------------------------------- | -------------------------- | ----- |
| 1.  | Pour un monde bleu (avec Les Petits Écoliers chantants de Bondy)      | León Gieco                          | León Gieco                 | 3:55  |
| 2.  | Sans toi                                                              | Pierre Bachelet - Jean-Luc Spagnolo | Jean-Luc Spagnolo          | 4:12  |
| 3.  | Les Dimanches                                                         | Christian Vié                       | Philippe Russo             | 3:46  |
| 4.  | Les Ports du monde entier                                             | Jeff Bodart - Pierre-André Dousset  | Jeff Bodart                | 4:30  |
| 5.  | Prénoms d'emprunt                                                     | Lucien Brocas                       | Philippe Swan              | 3:18  |
| 6.  | Dernière ballade                                                      | Pierre Bachelet                     | Pierre Bachelet            | 4:44  |
| 7.  | Iqbal                                                                 | Alain Damecour                      | Pierre Bachelet            | 4:23  |
| 8.  | Tout commence avec 2001 (avec Les Petits Écoliers chantants de Bondy) | Pierre Bachelet                     | Pierre Bachelet            | 3:42  |
| 9.  | Vingt ans après                                                       | Frédéric Brun                       | Philippe Loffredo          | 3:49  |
| 10. | Elle me dit                                                           | Christian Ravasco - Jeff Bodart     | Jeff Bodart - Guy Balbaert | 3:32  |
| 11. | Il suffirait de presque rien                                          | Jean-Max Rivière                    | Gérard Bourgeois           | 2:59  |
| 12. | Une autre lumière                                                     | Jean-Pierre Lang                    | Pierre Bachelet            | 3:54  |

## Singles extraits de l'album
- Une autre lumière (single Mille chœurs pour un regard)
- Pour un monde bleu (promo)
- Sans toi (promo)

## Classement
| Pays   | Meilleure position | Entrée           | Sortie           |
| ------ | ------------------ | ---------------- | ---------------- |
| France | 78                 | 24 novembre 2001 | 29 décembre 2001 |